# Château de Vufflens
Le château de Vufflens est un double château médiéval situé dans la commune vaudoise de Vufflens-le-Château, en Suisse.

## Histoire
La première mention d'une forteresse sur la colline qui surplombe le Léman date de 1108 sous le nom de Wuolflens elle est suivie par une seconde bâtisse, construite au XIIIe siècle dont il ne reste que quelques vestiges.
La (co- ?)seigneurie de Vufflens-le-Château entre dans les possessions des seigneurs de Duin, en 1239.
Vers 1390, Henri de Colombier hérite de sa femme, avec Jaquette de Duin, dame de Vufflens-le-Château, de la seigneurie de Vufflens et fait totalement reconstruire le château sous sa forme actuelle. Il passera ensuite aux mains de son fils et restera dans la famille jusqu'à l'invasion bernoise de 1530 où il est pillé et brûlé.
Le château changera alors plusieurs fois de mains pour finalement être racheté au XVIIe siècle par la famille de Senarclens puis il passera par mariage à la famille de Saussure.
Il est restauré en 1860, dans le goût historicisant, par l'architecte genevois Samuel Darier.
La famille de Saussure est encore aujourd'hui propriétaire des lieux et exploite les 8 hectares de vignes qui produisent plusieurs vins AOC vieillis dans les six foudres de chêne de 8 700 litres chacun qui sont conservés dans les caves du château. L'ensemble du bâtiment et de ses dépendances est inscrit comme bien culturel suisse d'importance nationale.

## Description
Le château de Vufflens est composé de deux ensembles architecturaux distincts, reliés par des remparts et tous deux construits en briques. À l'ouest se dresse un donjon de près de 60 mètres de haut entouré de quatre tours carrées, dont le rez-de-chaussée contient la salle des gardes. Ce bâtiment ne fut jamais terminé ni occupé. À l'inverse, le second château carré et de taille plus modeste, servit et sert toujours d'habitation ; il est orné de quatre tourelles de pierre.

### Fonds d'archives
- Fonds : Château de Vufflens (1238 - 1902) [3.30 mètres linéaires].  Cote : CH-000053-1 P Château de Vufflens. Archives cantonales vaudoises (présentation en ligne).